# アノア
アノア（Bubalus depressicornis）は、哺乳綱ウシ目（偶蹄目）ウシ科アジアスイギュウ属（Anoa属とする説もあり）に分類される偶蹄類。

## 分布
インドネシア（スラウェシ島）固有種

## 形態
体長150-180センチメートル。尾長25-35センチメートル。肩高80-90センチメートル。体重150-300キログラム。頸部や胴体は太い。尾は短いが、先端が踵に接する。体毛がなく、皮膚がほぼ露出する。顔や喉、蹄の上部に白色斑が入る個体もいる。
先端が外側へ向かうアルファベットの「V」字状の角がある。角長18-37センチメートル。左右の角の基部は接し、基部の断面は三角形。角の表面には皺がある。耳介の内側は白い。
幼獣は全身が体毛で被われる。オスの体色は黒いが、メスの体色は褐色味を帯びる。

## 生態
沼沢林などに生息する。以前は海岸沿いの森林に生息していた。主にペアで生活するが、単独で生活するほか小規模な群れを形成すると考えられている。薄明時に採食を行い、昼間は日陰で休む。
食性は植物食で、植物の芽、若枝、水生植物などを食べる。
繁殖形態は胎生。1回に1頭の幼獣を産む。寿命は20年。
ウシ科動物としては体躯は小柄だが、気が荒く、怒らせると危険だと言われる。

## 人間との関係
開発による生息地の破壊、食用や角目的の乱獲などにより生息数は激減している。